# Gibeoniter
Die Gibeoniter waren die hewitische Bevölkerung der Städte Gibeon, Beeroth, Kaphira und Kirjat-Jearim in Kanaan.
Nach der Erzählung der Bibel gelang es den Gibeonitern durch eine List, mit den Israeliten unter Josua einen Vertrag zu schließen (Jos 9,3–15 ). Dadurch konnten sie nach der Landnahme unter israelitischer Herrschaft wohnen bleiben, mussten aber die Holzhauer und Wasserträger für das israelitische Heiligtum stellen. Josua rettete sie vor der Vernichtung durch die Amoriter (Jos 10,1–10 ). Später berichtet die Bibel, dass König Saul sie auszurotten versuchte. Als Sühne dafür forderten sie von David die Auslieferung von sieben Nachkommen Sauls, die sie dann hinrichteten (2 Sam 21,1–14 ).
In 1. Chronik 12 (1 Chr 12,4 ) bezeichnet Gibeoniter einen Benjaminiter aus Gibeon.